# 白紫水鸡
白紫水鸡（Porphyrio albus），又名豪勋爵紫水鸡或豪勋爵秧鸡，是澳洲豪勳爵島特有一種秧雞。牠們像紫水雞，但身體較為短及雙腳較钝。其种加词“albus”意为“白色的”。牠們的身體呈白色，有時會有一些藍色的雜色。牠們可能不能飛。另外有身體是完全藍色的形態，但不肯定是否屬於此物種或是紫水雞。現存的兩個標本的羽毛都是白色的。

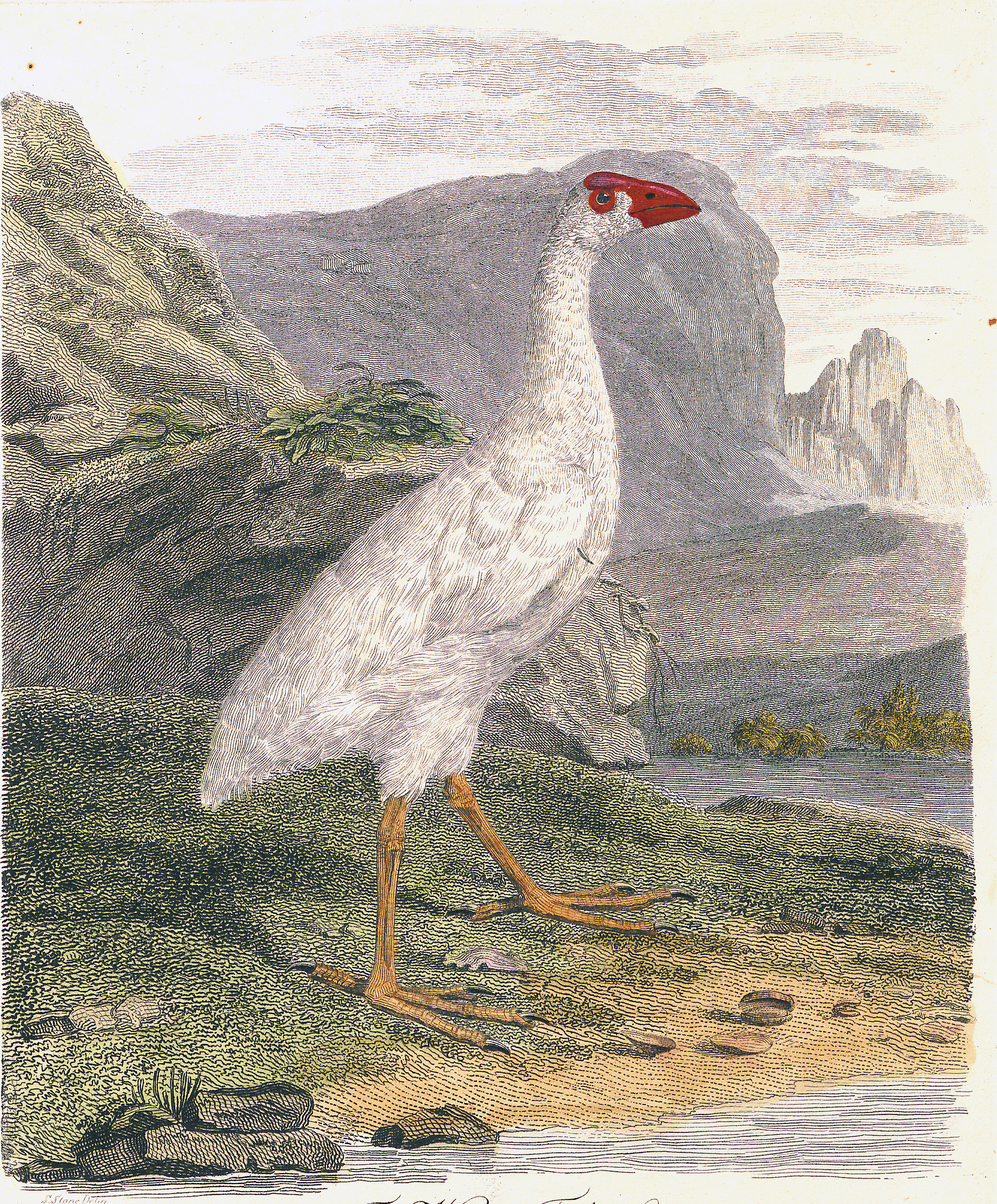

白紫水鸡首先是於1790年描述。當時牠們已經很稀少，但卻被獵殺至滅絕。
現時有兩個白紫水鸡的標本，分別存放在利物浦及維也納。另外亦有一些圖畫及亞化石骨頭。